# Universidad Científica del Sur
Die Universidad Científica del Sur (zu Deutsch: Wissenschaftliche Hochschule des Südens) ist eine private Hochschule, die sich in der peruanischen Hauptstadt Lima befindet. Ansässig südlich der Hauptstadt befindet sich diese Universität nur wenige hunderte Meter vom Pazifischen Ozean entfernt; sowie vom nahegelegenen Naturschutzgebiet Refugio de Vida Silvestre Los Pantanos de Villa. Offiziell eröffnet wurde die Universität im Jahre 1998 unter der Leitung des Mitbegründers José Carlos Dextre.
Die Universität begann ihre akademische Laufbahn mit den Studiengängen Humanmedizin und Systemingenieurwissenschaften. Besonderer Wert wurde auf eine personifizierte, studienbezogene und umweltbewusste Ausbildung der Studenten gesetzt. Ökologische Aspekte formen nicht nur einen wichtigen Bestandteil des Erscheinungsbildes der Universität, sondern sind auch in den Universitätsprinzipien verankert. Nicht zuletzt aufgrund der ökologischen Schwierigkeiten im eigenen Land, die im Konflikt mit der Biodiversität des Kontinents stehen, setzt sich die Científica zum Ziel, verantwortungsbewusste Akademiker auszubilden. Ebenso entscheidend sind die Klassengrößen und die professorenbezogene Förderung im Unterricht. Vorlesungen werden nicht im klassisch deutschen Sinne abgehalten; sämtlicher Unterricht wird in Form von Tutorien und Pflichtveranstaltungen in Lehrsälen für 20 bis 40 Personen durchgeführt.
In den Jahren seit ihrer Gründung hat die Universität Científica del Sur ein stetiges demographisches wie auch akademisches Wachstum zu verzeichnen. Zurzeit werden 18 Bachelor-, 13 Master-Studiengänge und zahlreiche berufsgebundene Fortbildungskurse in verschiedensten Fachbereichen angeboten.

## Geschichte
Im Jahre 1996 entschieden renommierte Repräsentanten des peruanischen Bildungssektors unter der Leitung von Ing. José Dextre Chacón eine neue Universität zu gründen. Nach Jahren der Anstrengung vergab am 5. Februar 1998 der peruanische Nationalrat zum Betrieb der Universitäten (Consejo Nacional para la Autorización de Funcionamiento de Universidades) die Genehmigung zur Gründung der Universidad Científica del Sur mittels der Resolution N° 356-98-CONAFU. Die erste administrative Kommission erhielt als Vorstehenden den bekannten peruanischen Neurologen Dr. Fernando Cabieses, der zugleich erster Rektor der Universität wurde. Gleichzeitig verblieb Ing. Dextre im Amt des Präsidenten des Direktoriums der Stiftungsorganisation. Vervollständigt wurde der Gründungsvorstand durch den akademischen Vizepräsidenten Dr. Chacón Polar, ein peruanischer Arzt mit herausragender Laufbahn im medizinischen Bildungsbereich. Die Eröffnungszeremonie wurde am 26. März 1998 im Museum Pedro Osma abgehalten und zählte mit dem Besuch vornehmer Persönlichkeiten.
Am 12. Juli 1998 begann offiziell die Werbung um Studienplätze, wodurch im September desselben Jahres die Einweihung der akademischen Tätigkeiten im Rahmen einer Willkommensveranstaltung mit Teilnahme aller Autoritäten, Dozenten, Eltern, Studenten und Gästen stattfand. Das erste akademische Semester begann mit rund fünfzig Studenten, welche sich auf die Studiengänge Humanmedizin und Systemingenieurswissenschaften aufteilten. Im Jahre 2002 wurde von Seiten der Universitätsleitung der renommierte Forscher und ehemaliger Rektor der staatlichen Universidad Nacional Mayor de San Marcos, Dr. Amiel Pérez dazu eingeladen das Amt des akademischen Vizepräsidenten zu übernehmen. Nach Genehmigung des peruanischen Nationalrat zum Betrieb der Universitäten (CONAFU) wurde ihm zusätzlich das Amt des Vizerektors für Forschung zugesprochen.
Im Jahre 2007, nach fast zehn Jahren der Inbetriebnahme der Universität, legte Fernando Cabieses das Amt des Rektors aus gesundheitlichen Gründen nieder. Es waren diese Jahre, in denen sich die Institution innerhalb der universitären und akademischen Gemeinschaft des Landes gefestigt hat. Im Anschluss übernahm der Dekan der medizinischen Fakultät Dr. Agustín Iza das Amt des Rektors. Im Jahre 2009 wurde in Zusammenarbeit mit der Stiftung Latam Perú die Infrastruktur der Universität weiter ausgebaut. Die Ausbauarbeiten sahen eine Fakultät für „Postgraduate“ im Bezirk San Borja vor, dieses Vorhaben wurde jedoch auf Wunsch der Ansässigen des Bezirks niedergelegt; stattdessen wurde die Post-Graduate Fakultät in den zentralen Bezirk Distrito de Miraflores verlegt, in dem ebenfalls die Zahnklinik der Universität gelegen ist.
Im Jahre 2013 wurde von der Universität im Campus Villa das Forschungsgebäude „Fernando Cabieses Molina“ eingeweiht, zu Ehren des bereits verstorbenen ehemaligen Rektors der Universität, welcher ebenso auf Landesebene aufgrund seiner Beiträge zur Entwicklung und Forschung der Medizin geehrt wurde. Am 9. August desselben Jahres wurde Dr. Amiel ins Amt des Rektors der Universität erhoben.
In den 15 Jahres des Bestehens der Universität ist ein signifikantes Wachstum zu verzeichnen, sowohl in Hinsicht auf die Studentenzahl wie auch im Bildungsangebot. Zurzeit bietet die Universität 18 Bachelor-Studiengänge an, in dessen Pre-Graduate Kursen sich über zweitausen Studenten befinden. Zusätzlich bietet die Universität 13 Master-Studiengängen, zahlreiche Diplomstudiengänge und verschiedenste fachspezifische Kurse in ihren Fakultäten an. Seit dem Jahre 2011 wurde mit dem Umzug des Sekretariats sowie sämtlicher administrativer Bereiche in den Campus Villa begonnen, welcher aufgrund seiner 100,000 m² und den ausgiebigen Grünflächen zu innovativsten seiner Art im Land zählt.

## Das akademische Jahr
Das akademische Jahr besteht aus zwei akademischen Semestern, welche jeweils 18 Wochen andauern. Sämtliche Kurse sind darauf ausgelegt innerhalb eines akademischen Semesters absolviert zu werden. Im Normalfall wird das erste akademische Semester eines Jahres in den Monaten April bis Juli abgehalten; wohingegen das zweite Semester in den Monaten August bis Dezember stattfindet. In der Vergangenheit wurden ebenso Sommerkurse in den Monaten Januar bis März angeboten, in denen reguläre Kurse unter doppelter Wochenstundenzahl im halbierten Zeitraum von neun Wochen absolviert werden konnten. Aufgrund aktueller Gesetzesänderungen im Land dürfen von Seiten der Universitäten maximal zwei Semester angeboten werden.